# Steinkreis von Boleycarrigeen
Der Steinkreis von Boleycarrigeen (auch The Griddle Stones genannt) liegt im Townland Boleycarrigeen (irisch Buaile an Charraigín) nördlich von Kiltegan, östlich von Baltinglass im County Wicklow in Irland.
Der Steinkreis liegt auf einem niedrigen West-Ost orientierten Grat. Der Kreis hat etwa 13,5 m inneren Durchmesser und besteht aus elf Steinen im Abstand von 1,3 bis 1,8 m. Ursprünglich waren es vermutlich mal 15 Steine, da es im Nordwest- und im Ostquadranten keine Steine gibt. Der 1,3 m breite Eingang liegt an der Südwestseite, und die Steine scheinen von den 1,3 m hohen Eingangssteinen ausgehend in der Höhe anzusteigen. Die höchsten Steine liegen mit 1,4 bis 1,88 m an der Nordostseite. Der Kreis befindet sich am inneren Rand eines 1,75 bis 2,0 m breiten und 0,4 m hohen Erdwalls.
Er weist Elemente der Cork-Kerry-Serie und der Recumbent Stone Circles auf, die eine abgestufte Höhe aufweisen. Die größten Steine sind die beiden Zugangssteine. Sie liegen gegenüber dem niedrigsten Stein des Kreises. Eine genaue Beurteilung fällt schwer, da Steine in zwei Kreissegmenten fehlen.
Wenige hundert Meter südlich liegt der Oghamstein von Boleycarrigeen.
Eine Legende besagt, dass der mythische Krieger Fionn mac Cumhaill (englisch Finn McCool) und seine Frau Sadhbh, die an einem gegenüber liegenden Hang lebten, hierher kamen, um ihre Mahlzeiten zu kochen.